# SAMURIDE WORLD
SAMURIDE WORLD（サムライドワールド）は、DJ SAMURIDEによるタイアップ用の別名義による日本の音楽ユニットである。

## 概要
DJ SAMURIDEによる、他作品とのコラボレーションを専門としたプロジェクト。ユニット名には「世界へ発信する」という意味合いが込められている。メインメンバーは基本的にDJ SAMURIDEのみで、DJ SAMURIDE以外のメンバーについては歌手や奏者やダンサーなどを必要に応じてその都度編成している。
2009年、DJ SAURIDEのクライムミュージックエンターテインメントのオムニバス『Tokyo Music Session』参加の際に『月夜見-Tukuyomi Featuring Ranma-』を発表。
2010年 - 2012年、東京都内有数のクラブハウスで出演を重ねる他、DJ SAMURIDE主催によるイベントを多数発表。その間に数多くの楽曲を発表する。
2013年7月20日、名古屋STAR SHIP LOUNGE Hi-Tideで自身の楽曲では初の生の和楽器が入ったパフォーマンスを行い本人主催によるイベントは多いに盛り上がった。その際共演しているglobeのマーク・パンサーもそのパフォーマンスに絶賛をしている。

## メンバー
メイン
DJ SAMURIDE
サポートメンバー
必要に応じて楽曲ごとに編成。具体的なメンバーはSAMURI GIRL、ボーカルにChinatu、作曲・トラックメイキングに竹腰コウセイ他